# 柯爾福
柯爾福主教(英文：The Right Reverend Charles Richard Alford，1816年8月13日—1898年6月13日），是一位19世紀的聖公會牧師和作家。
柯爾福出生於薩默塞特(Somerset, UK)的一個教會家庭。 他的父親是西昆托斯黑德 （West Quantoxhead） 的牧師。他曾就讀於倫敦聖保羅學校和劍橋大學聖三一學院。他在1846年成為唐卡斯特教會牧師，他工作了8年。然後，他在海布里培訓學院(Highbury Training College)任了十年校長和伊斯靈頓牧師。 1867年，他到任香港維多利亞主教，1874年辭職。回國後，他曾到英國還在職的在基督的教會。[8]他于1881年退休，并继续在休伦教区担任传教士。他于1898年6月13日去世，享年81岁。